# Cyperus plateilema
Cyperus plateilema là loài thực vật có hoa trong họ Cói. Loài này được (Steud.) Kük. mô tả khoa học đầu tiên năm 1936.